# Тройден II
Тройден II (між 1402 та 1406 — 25 липня 1427) — князь Равський, Плоцький, Візненський, Белзький 1426—1427 роках.

## Біографія
Походив з роду Мазовецьких П'ястів. Третій син Земовита IV, князя Плоцького і Белзького, та Олександри (доньки великого князя Литовського Ольгерда). Народився між 1402 та 1406 роками. У 1424 році був присутній у Кракові разом із братами при коронації Софія Гольшанської, дружини короля Владислава II.
У 1426 році разом із братами стає князем равським, плоцьким, візненським і белзьким. 21 січня того ж року разом із братами й матір'ю видав два документи для кляштору домініканців Плоцька. 8 вересня визнав зверхність короля Владислава II й приніс ленну присягу від імені Мазовії. Помер у 1427 році без нащадків чоловічої статті. Князівствами продовжили спільно правити його брати Земовит V, Казимир II Белзький і Владислав I Плоцький.